# Stan Hayhurst
Stanley Henry Hayhurst, detto Stan (Leyland, 13 maggio 1925 – 1998), è stato un calciatore inglese, di ruolo portiere.

## Carriera
Ha iniziato la carriera giocando nei tornei bellici che si disputavano in Inghilterra durante la seconda guerra mondiale con la Leyland Motors, formazione semiprofessionistica della sua città natale, per poi nel 1943 trasferirsi al Blackburn. Anche con i Rovers, fatta eccezione per la FA Cup 1945-1946, non ha giocato di fatto partite di campionati ufficiali fino alla stagione 1946-1947, quando viene schierato tra i pali per 6 volte nella prima divisione inglese; gioca poi ulteriori 11 partite in questa stessa categoria durante la stagione 1947-1948, che il club termina con una retrocessione in seconda divisione. Dal 1948 al 1950 ha giocato con i londinesi del Tottenham proprio in questa categoria, ma di fatto è il portiere di riserva degli Spurs, con cui comunque vince il campionato (conquistando quindi una promozione in prima divisione) nella stagione 1949-1950, terminata la quale viene ceduto in terza divisione al Barrow, club con il quale durante la stagione 1950-1951 gioca 26 partite di campionato. Passa poi al Grimsby Town, con cui tra il 1951 ed il 1953 gioca ulteriori 60 partite in questa stessa categoria, per poi andare a chiudere la carriera ai semiprofessionisti del Weymouth.

## Palmarès

### Club

#### Competizioni nazionali
- Campionato inglese di seconda divisione: 1

Tottenham: 1949-1950